# محوطه کوله خرابه
محوطه کوله خرابه مربوط به دوره صفوی است و در شهرستان ابهر، بخش سلطانیه، دهستان سلطانیه، روستای حسین‌آباد واقع شده و این اثر در تاریخ ۲۶ دی ۱۳۸۶ با شمارهٔ ثبت ۲۰۵۰۰ به‌عنوان یکی از آثار ملی ایران به ثبت رسیده است.